# La Jarne
La Jarne és un municipi francès situat al departament del Charente Marítim i a la regió de la Nova Aquitània. L'any 2007 tenia 2.211 habitants.

## Demografia

### Població
El 2007 la població de fet de La Jarne era de 2.211 persones. Hi havia 908 famílies de les quals 211 eren unipersonals (112 homes vivint sols i 99 dones vivint soles), 314 parelles sense fills, 318 parelles amb fills i 65 famílies monoparentals amb fills.
La població ha evolucionat segons el següent gràfic:
Habitants censats

### Habitatges
El 2007 hi havia 977 habitatges, 928 eren l'habitatge principal de la família, 31 eren segones residències i 17 estaven desocupats. 935 eren cases i 34 eren apartaments. Dels 928 habitatges principals, 677 estaven ocupats pels seus propietaris, 234 estaven llogats i ocupats pels llogaters i 17 estaven cedits a títol gratuït; 11 tenien una cambra, 43 en tenien dues, 122 en tenien tres, 289 en tenien quatre i 463 en tenien cinc o més. 788 habitatges disposaven pel capbaix d'una plaça de pàrquing. A 424 habitatges hi havia un automòbil i a 472 n'hi havia dos o més.

### Piràmide de població
La piràmide de població per edats i sexe el 2009 era:
| Homes | Edats   | Dones |
| ----- | ------- | ----- |
| 0     | 95 o +  | 0     |
| 0     | 90 a 94 | 4     |
| 4     | 85 a 89 | 12    |
| 8     | 80 a 84 | 4     |
| 16    | 75 a 79 | 20    |
| 24    | 70 a 74 | 24    |
| 52    | 65 a 69 | 40    |
| 28    | 60 a 64 | 20    |
| 68    | 55 a 59 | 76    |
| 124   | 50 a 54 | 100   |
| 104   | 45 a 49 | 124   |
| 60    | 40 a 44 | 84    |
| 60    | 35 a 39 | 56    |
| 108   | 30 a 34 | 96    |
| 72    | 25 a 29 | 72    |
| 52    | 20 a 24 | 40    |
| 80    | 15 a 19 | 88    |
| 56    | 10 a 14 | 68    |
| 72    | 5 a 9   | 52    |
| 56    | 0 a 4   | 80    |

## Economia
El 2007 la població en edat de treballar era de 1.550 persones, 1.173 eren actives i 377 eren inactives. De les 1.173 persones actives 1.061 estaven ocupades (540 homes i 521 dones) i 112 estaven aturades (47 homes i 65 dones). De les 377 persones inactives 155 estaven jubilades, 111 estaven estudiant i 111 estaven classificades com a «altres inactius».

### Ingressos
El 2009 a La Jarne hi havia 915 unitats fiscals que integraven 2.263,5 persones, la mediana anual d'ingressos fiscals per persona era de 19.587 €.

### Activitats econòmiques
Dels 88 establiments que hi havia el 2007, 2 eren d'empreses extractives, 2 d'empreses alimentàries, 7 d'empreses de fabricació d'altres productes industrials, 12 d'empreses de construcció, 15 d'empreses de comerç i reparació d'automòbils, 2 d'empreses de transport, 1 d'una empresa d'informació i comunicació, 3 d'empreses financeres, 10 d'empreses immobiliàries, 10 d'empreses de serveis, 20 d'entitats de l'administració pública i 4 d'empreses classificades com a «altres activitats de serveis».
Dels 14 establiments de servei als particulars que hi havia el 2009, 1 era una oficina de correu, 1 autoescola, 6 paletes, 3 guixaires pintors, 2 perruqueries i 1 agència immobiliària.
Dels 8 establiments comercials que hi havia el 2009, 1 era una botiga de menys de 120 m², 3 fleques, 1 una llibreria, 1 una botiga d'electrodomèstics, 1 un drogueria i 1 una floristeria.
L'any 2000 a La Jarne hi havia 17 explotacions agrícoles que ocupaven un total de 648 hectàrees.

## Equipaments sanitaris i escolars
L'únic equipament sanitari que hi havia el 2009 era una farmàcia.
El 2009 hi havia 1 escola maternal i 1 escola elemental.

## Poblacions més properes
El següent diagrama mostra les poblacions més properes.